# أحمد الزيادات
أحمد نوري محمد الزيادات (مواليد 1950 في السلط) قانوني ومحام أردني يشغل منصب وزير العدل في حكومة بشر الخصاونة منذ 7 آذار 2021 كما شغل في نفس الحكومة منصب وزير الدولة للشؤون القانونية من 12 نشرين الأول 2020 حتى 7 آذار 2021. شغل في حكومة عبد الله النسور الثانية منصب وزير العدل من 30 آذار حتى 21 آب 2013 ومنصب وزير دولة لشؤون رئاسة الوزراء من 30 آذار 2013 حتى 29 أيار 2016.